# Sogni perduti
Sogni perduti (Head) è un film del 1968 diretto da Bob Rafelson.